# Аларіх I

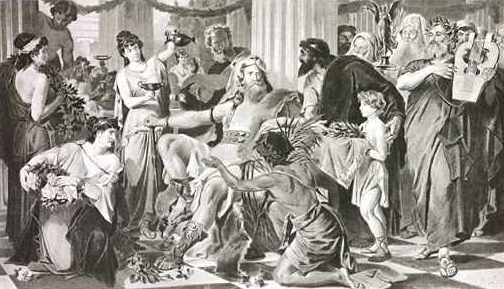
Аларіх I. Фотогравюра 1894 року з картини Людвига Тірша

Аларіх I (лат. Alaricus; 370(?) — 410) — полководець і король вестготів. Перший германський вождь, який захопив Рим.

## На службі Риму
Аларіх народився на острові в гирлі Дунаю. Його батько належав до вестготського роду Балти.
У 394 став вождем федератів (лат. foederati) на службі в римського імператора Феодосія I під час військової кампанії, в якій Феодосій розбив узурпатора Флавія Євгенія. Аларіх брав участь у битві біля річки Фрігід 6 вересня 395 року, де було вбито Євгенія.
Після смерті Феодосія у 395 і змін у владі Аларіх очевидно сподівався на підвищення від простого командира федератів до командира регулярної армії. Але йому було відмовлено. Серед вестготів, що жили в провінції Нижня Мезія (лат. Moesia Inferior), назрівало повстання. У битві при Фрігіді вони зазнали непропорційно великих втрат у порівнянні з іншими частинами і згідно з чутками це було зроблено навмисно для ослаблення племені готів. Також по закінченню військової кампанії воякам затримали платню. Тож Аларіх очолив повстання, а готи традиційно для них підняли його на щиті та проголосили королем.

## Вторгнення до Греції
Спочатку Аларіх завдав удару по Східній Римській (Візантійській) імперії. Готи підійшли до Константинополя, але не в змозі здійснити облогу, відступили на захід, а потім пішли на південь через Фессалію і пройшли через залишену без охорони Фермопільську ущелину до середньої Греції. Аларіх спустошив Аттику, але Афіни врятувалися від розорення багатим викупом. Потім він пройшов до Пелопонесу і захопив його найбільші міста — Коринф, Аргос і Спарту.
У 397 римський полководець Стіліхон прибув морем до Греції і успішно оточив готів в Еліді. Звідти Аларіх з труднощами відступив, існує версія, що це сталося з непрямого дозволу самого Стіліхона. Аларіх перетнув Корінфську затоку і дійшов до провінції Епір, яку готи грабували, аж доки візантійський імператор Аркадій не змирився з Аларіхом і призначив його намісником провінції Іллірія, а самі вестготи було розселені в Іллірії як федерати.

## Перше вторгнення до Західної Римської імперії
У 401 повстав і разом з іншим готським вождем — Радагайсусом (лат. Radagaisus) вдерся до Італійського півострову. Вестготи спустошили північ Західної Римської імперії, але 6 квітня (на Великдень) 402 під Полленцею Стіліхон розбив війська Аларіха. У наступній битві під Вероною Стіліхон знову розбив вестготів. Після цих поразок Аларіх змушений був відступити і покинув Італійський півострів.
Хоч Аларіх у цьому поході й не досяг Риму, але його вторгнення до Західної Римської імперії мало важливі наслідки: по-перше, змусило перемістити імперську резиденцію з Мілана до Равенни, по-друге, влада відкликала легіон XX Valeria Victrix з Британії, по-третє, ймовірно полегшило велике вторгнення вандалів, свевів і аланів до Галії.

## Друге вторгнення до Західної Римської імперії
Пізніше Аларіх став другом і союзником свого старого супротивника Стіліхона. Відчуженість між Візантією і Західною римською імперією в 407 загрожувала громадянською війною, і Стіліхон запропонував використовувати сили Аларіха для того, щоб посилити вимоги західноримського імператора Гонорія щодо провінції Ілірії. Смерть східноримського імператора Аркадія в травні 408 призвела до покращення відносин. Але Аларіх вже фактично ввів військо до Епіру і вимагав відшкодувати військові витрати. Сума вимог була вельми значною — 4 000 лібр золота. Під сильним тиском Стіліхона Римський сенат погодився виплатити ці гроші. Але три місяці пізніше Стіліхон і головні міністри його партії були зрадницьки вбиті на замовлення Гонорія. Внаслідок заворушень у Західній Римській імперії загинули дружини і діти багатьох воїнів федератів. 30 тисяч федератів кинулись до табору Аларіха, вимагаючи помсти. Так невиплата обіцяних грошей та помста за загиблих були використані Аларіхом для походу на Рим. Він провів готів через Юлійські Альпи, і у вересні 408 року його військо почало облогу Риму. Готи не йшли на штурм, намагаючись виморити римлян голодом. Коли посли Сенату пробували залякати Аларіха натяками на те, що можуть зробити громадяни у розпачі, він зі сміхом відповів: «Чим густіша трава, тим легше косити!». Після перемовин римські громадяни були згодні заплатити викуп у понад дві тисячі лібр (фунтів) золота, а також дати як відкупне дорогоцінний одяг з шовку та на три тисячі лібр перцю. Так закінчилась перша облога Риму Аларіхом.
Аларіх намагався отримати якнайбільше на переговорах з римськими правителями. Його вимоги були значними — поступка ряду територій між Дунаєм і Венеційською затокою, що було цілком ймовірно, бо деякі з них лише номінально належали імперії, і пост головнокомандувача імперської армії. Коли усі переговори з імператором закінчились невдачею, Аларіх вдруге обложив Рим у 409. Після цієї облоги він уклав угоду з Сенатом. За сприяння Аларіха сенатори призначили нового Цезаря — грека Приска Аттала (лат. Priscus Attalus) на противагу Гонорію. Аларіх призначив його командиром військ. Аларіх захотів собі ще в управління і провінцію Африка, у чому йому було відмовлено. Атал виявився абсолютно непридатним для ролі Цезаря. Відмовившись від військової допомоги Аларіха, він втратив провінцію Африку, житницю Риму, яку захищали прихильники Гонорія. Позицію Гонорія також дуже підсилило прибуття шести легіонів, які відправив з Константинополя його племінник Феодосій II.

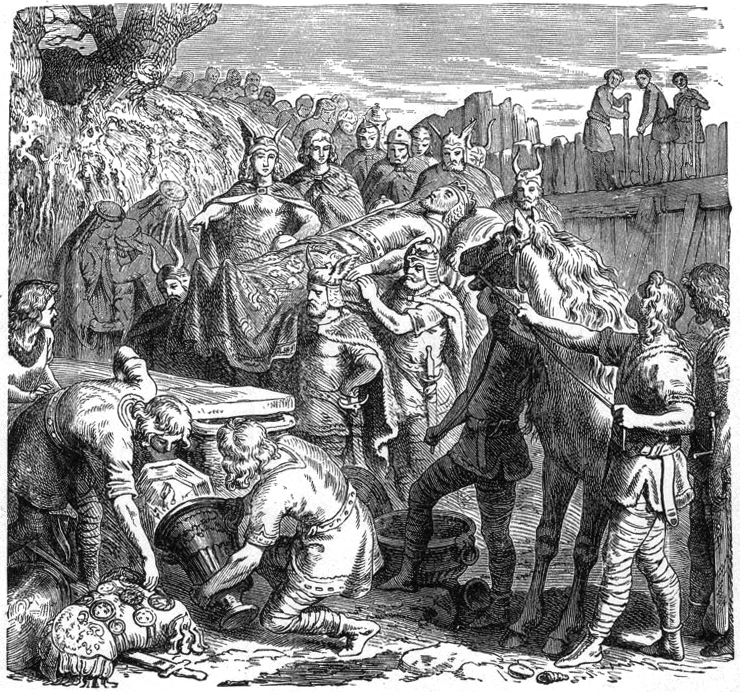
Похорони Аларіха в його ліжку до могили на річці Бузенто. Літографія, 1895

Аларіх скинув свого маріонеткового цезаря, після одинадцяти місяців безрезультатного правління, і ще раз пробував відкрити переговори з Гонорієм. Ці переговори можливо б мали успіх, якби не вплив іншого гота, Саруса (лат. Sarus), спадкового ворога Аларіха і його роду. Коли Аларіх зрозумів, що йому не вдасться досягти свого дипломатичним шляхом, він пішов на південь і почав третю облогу Риму. 24 серпня 410 року Аларіх і його вестготи увірвались до Риму через Саларські ворота на північному сході міста. Є непідтверджені повідомлення, що це сталося завдяки зраді. Рим пограбували, але не спалили. Не були пограбовані церкви.
Покинувши місто, готи пішли на південь, до Калабрії. Аларіх бажав захопити Сицилію та Африку, які як житниці Риму були ключем до Західної Римської імперії, але його кораблі були розбиті та розкидані штормом, а багато воїнів загинуло.
Помер у 410 після хвороби, яка перебігала з гарячкою, ймовірно малярії. Тіло його, за Йорданом, було опущене разом з багатьма скарбами в могилу на дні річки Бузенто, а полонених, які її копали, вбили, щоб ніхто не міг дізнатися про місце поховання. Королем після Аларіха був вибраний його зять Атаульф.
Головні джерела життєпису Аларіху — історик Орозій і поет Клавдіан— обидва сучасники; упереджений язичницький історик Зосим, який жив ймовірно на півсторіччя пізніше від смерті Аларіха; і Йордан, гот, який написав історію свого народу в 551, спираючись на ранішу історію Кассіодора (зараз втрачену), яку Кассіодор написав близько 520 року.